# チュング川
チュング川（チュングがわ、Tyung、ロシア語: Тюнг、サハ語: Түҥ）は、ロシア・シベリア東部のサハ共和国を流れる川で、レナ川水系のヴィリュイ川左岸支流である。中央シベリア高地の北東部、標高460mの高さに発して山地を東に流れ、下流では中央ヤクート平野を南東方向へ流れる。ヴィリュイスクの街の上流4kmの地点でヴィリュイ川に合流する。
10月には完全に凍結し、5月半ばから6月にかけて氷が解ける。主な支流は、チミディキャン川（Chimidikyan、Чимидикян）、ドゥズィッパ川（Dzhippa、Джиппа）などがある。